# آدم كاسين
آدم كاسين (بالإنجليزية: Adam Kassen)‏ هو منتج أفلام وكاتب سيناريو ومخرج وممثل أمريكي، ولد في 27 مايو 1974 بسيراكيوز في الولايات المتحدة.

## وصلات خارجية
- آدم كاسين على موقع IMDb (الإنجليزية)
- آدم كاسين على موقع ألو سيني (الفرنسية)
- آدم كاسين على موقع أول موفي (الإنجليزية)
- آدم كاسين على موقع قاعدة بيانات الفيلم (الإنجليزية)
- آدم كاسين على موقع كينوبويسك (الروسية)